# Salvatore Billa
Salvatore Billa (* 31. März 1943 in Catania; † 22. Mai 2006 in Rom) war ein italienischer Stuntman und Schauspieler.
Billa war in den 1960er und 1970er Jahren in über einhundert Filmen aktiv; dabei war er sowohl als Stuntman und in Kleinstrollen wie auch in Parts als Nebendarsteller eingesetzt, häufig in Kriminalfilmen. Auch im Fernsehen war Billa zu sehen; größter Erfolg war die Rolle als Camorra-Boss Salvatore Palestra in der Miniserie Naso di cane.

## Filmografie (Auswahl)
- 1970: Adios, Sabata (Indio Black, sai che ti dico: Sei un gran figlio di…)
- 1970: Django – Die Nacht der langen Messer (Ciakmull)
- 1970: Django sfida Sartana
- 1971: Blindman, der Vollstrecker (Blindman)
- 1971: Drei Amen für den Satan (La vendetta è un piatto che si serve freddo)
- 1972: Bada alla tua pelle Spirito Santo!
- 1972: Spirito Santo e le 5 magnifiche canaglie
- 1973: Auch Killer müssen sterben (La mano nera)
- 1973: Corte marziale
- 1975: Auge um Auge (La città sconvolta: caccia spietata ai rapitori)
- 1976: Bewaffnet und gefährlich (Liberati armati pericolosi)
- 1976: Racket (Il grande racket)
- 1977: Dealer Connection – Die Straße des Heroins (La via della droga)
- 1977: Die Gewalt bin ich (Il cinico, l’infame, il violento)
- 1977: A Man Called Magnum (Napoli si ribella)
- 1977: Die Gangster-Akademie (La banda del trucido)
- 1978: Der Aufstieg des Paten (Corleone)
- 1978: Der Superbulle räumt die Wüste auf (Il figlio dello sceicco)
- 1980: Das Syndikat des Grauens (Luca il contrabbandiere)
- 1981: Gefährliche Zeugen (Cappotto di legno)